# Майдан, Радослав
Радо́слав Ма́йдан (пол. Radosław Majdan; род. 10 мая 1972, Щецин) — польский футболист, вратарь. После 1992 года — лучший голкипер «Погони», позже признан лучшим голкипером Польши.
Выступал за клубы: «Висла» Краков, «Погонь» Щецин, «Гёзтепе», ПАОК, «Бурсаспор» и «Ашдод». Дебют в основном составе — 8 августа 1992 (матч «Погонь» — «Рух Хожув»), в составе национальной сборной — 26 июня 2000 в матче с Испанией. В «Висле» дебютировал 13 марта 2004 года в матче с «Горником» Полковице до этого защищал цвета «Вислы» 31 матч (26 раз в экстра-классе).
В 2005—2008 годах Майдан был мужем певицы Доды.